# Egesina anterufipennis
Egesina anterufipennis är en skalbaggsart som beskrevs av Stefan von Breuning 1958. Egesina anterufipennis ingår i släktet Egesina och familjen långhorningar. Inga underarter finns listade i Catalogue of Life.